# Mime corporel dramatique
Die Mime corporel dramatique ist eine umfassende Körpertheatertechnik, entwickelt von dem französischen Schauspieler und Pantomimen Étienne Decroux.
Sie unterscheidet sich deutlich von der klassischen Pantomime (auch Illusionsmime genannt), wie wir sie beispielsweise von Marcel Marceau kennen. Anstatt Illusionen und imaginäre Objekte zu bedienen, konzentriert sich die Mime corporel auf die inneren Geschehnisse eines Menschen, seine Gedanken und Gefühle. Sie ist daher meist eher abstrakt denn realistisch und ähnelt gestischem Theater oder Tanz weit mehr als dem, was man gemeinhin unter Pantomime versteht. Decroux (der die klassische Pantomime mit Argwohn betrachtete), sah sein Theaterkonzept somit eher den Künsten der Skulptur, der Poesie und der Musik verwandt.
Die Mime corporel basiert auf einem umfangreichen Studium der Isolationsmöglichkeiten der einzelnen Körperteile sowie der Rhythmik einer Bewegung und der kausalen Verknüpfung mehrerer untereinander. Weniger beachtet aber umso fundamentaler ist zudem die Untersuchung des Umgangs des Menschen mit der immerwährenden Einwirkung der Schwerkraft, sei dies bei schwerer körperlicher Tätigkeit oder im Umgang mit Objekten von geringem Gewicht. Darüber hinaus stellt sich die Mime corporel die Aufgabe, auch inneren Prozessen eines Menschen, seinen Gedanken und Gefühlen „ein Gewicht zu verleihen“, um sie nach außen sichtbar zu machen. Das Hauptaugenmerk liegt dabei immer auf dem körperlichen Aufwand, dem muskulären Spiel, dem Subjekt; Objekte, imaginäre Objekte und Raum werden nur untergeordnet behandelt. Der Rumpf des Körpers hat daher eine deutliche Präferenz gegenüber den Armen und Beinen, Grimassen sind der Mime corporel fremd.
Decroux hat sich sehr von den Skulpturen von Auguste Rodin inspirieren lassen, auch seine Theaterkunst zeigt sich manchmal (bis auf die Scham) nackt. Oftmals ist zudem noch das Gesicht verhüllt um den skulpturalen Charakter zu betonen. Decroux nannte denn auch einen Teilaspekt seiner Theaterform „la statuaire mobile“: „die bewegte Statue“.